# Direcció General de Vigilància del Territori
La Direcció General de Vigilància del Territori (àrab: الإدارة العامة لمراقبة التراب الوطني, al-Idāra al-ʿAmma li-Murāqabat at-Turāb al-Waṭanī) és l'agència d'intel·ligència interna de l'Estat marroquí. S'encarrega de la supervisió de les activitats domèstiques potencialment subversives.
Abans de 2005 era coneguda com a Direcció de Vigilància del Territori (DST).

## Història
La DST va sorgir de la CAB1, la unitat de contra-subversió o departament de policia política de la DGSN, que és el cos de policia estatal cos del Marroc creat el maig de 1956. En maig de 1956 el CAB1 començà al 7è districte de la policia a Derb Baladia, Casablanca i fou dirigit per Houssine Seghir, un lampista a Mers-Sultan i ex-lampista del moviment de resistència de Casablanca. Al mateix temps la DGSN era dirigida per Mohammed Laghzioui, un membre prominent del partit Istiqlal. Després que Laghzioui abandonés la DGSN, es va formar la CAB1 dirigida per Mohammed Oufkir amb l'assessorament de tècnics d'intel·ligència francesos i estatunidencs.
Després de la indignació internacional que va seguir a l'assassinat de Mehdi Ben Barka, el CAB1 es va dissoldre formalment l'octubre de 1967. No obstant això, va continuar existint com aa unitat secreta de la DGSN. En 1973 es va crear oficialment la DST va ser creat oficialment i Ahmed Dlimi es va convertir en el seu director.

## L'afer Benbarka
El CAB1 era implicat en el segrest de l'oponent polític Mehdi Ben Barka a França. Ahmed Boukhari, un ex-agent de la CAB1, va revelar que l'operació va ser ideada per Mohammed Achaachi, Ahmed Dlimi, Oufkir i executat amb la col·laboració de policies francesos corruptes i alguns mafiosos francesos.

## Acusacions de tortura
La DST està sumida en moltes denúncies de tortura i escàndols. A començaments de 2002 ja operava el centre d'interrogació de Témara, un lloc negre de lliuraments extraordinaris i interrogatoris en nom dels Estats Units. Després dels atemptats de Casablanca de 2003 la DST es va veure involucrada en els controvertits mètodes d'interrogatori per obtenir confessions dels sospitosos. Després de la protesta primavera àrab de 2011 es diu que el centre de detenció secret ha estat traslladada a la presó secreta d'Ain El Aouda. A més, s'ha posat de manifest que els Estats Units van pagar al Marroc 20 milions de dòlars USA per construir un centre de detenció secret en algun moment durant el període 2004-2006.
En 2010 Zakaria Moumni, antic campió marroquí de boxa tailandesa, va ser detingut a l'entrar al Marroc i va ser segrestat per agents de la DST. Més tard va revelar que va ser torturat i després empresonat sota càrrecs falsos per instruccions de Mounir Majidi (secretari del rei Mohammed VI) i del cap de la DST Abdellatif Hammouchi. El mateix any el ciutadà belga Ali Aarras va ser extradit al Marroc des d'Espanya, on havia estat absolt de càrrecs de terrorisme per falta de proves. Després de la seva extradició al Marroc i posterior judici, va ser condemnat pel jutge Abdelkader Chentouf a 10 anys de presó. La sentència es va basar en confessions que d'acord amb Ali Aarras van ser obtingudes sota tortura.
En febrer de 2014 el director de la DGST Abdellatif Hammouchi, mentre que en una visita oficial a França, va ser convocat per un jutge francès de respondre per les acusacions de tortura en diversos casos, inclòs el de Zakaria Moumni i les protestes de Gdeim Izik. Això va causar un incident diplomàtic i vives protestes de l'aparell estatal marroquí que va respondre amb la suspensió dels acords de cooperació judicial amb França. I va anunciar que demandaria els demandants per difamació. Tanmateix el Ministeri de l'Interior marroquí es va retractar de totes les seves demandes a França només uns dies després de la seva presentació.

## Directors

### Departament de contrainsurgència i CAB1
Durant aquests anys el director de la DGSN també era director adjunt de la CAB1.
- Mohamed Laghzaoui (DGSN) 1956–juliol 1960
- Houssine Seghir (director adjunt de policia política) 1956 – juliol d 1960
- Mohammed Oufkir (DGSN) juliol de 1960 – 1970, després 1967–1971 com a MOI.
- Ahmed Dlimi (CAB1) 1961–1966 després 1970–1973 (DGSN)
- Abdelhak Achaachi 1967–1973 (coordinador)
- Mohamed Achaachi (cap de la unitat de contrainsurgència de la CAB1 durant els anys 1960)

### DST i DGST
- Ahmed Dlimi 1973 – gener 1983
- Driss Basri gener 1983 – 1999
- Hamidou Laanigri 1999–2003
- Ahmed Harari 2003–2005
- Abdellatif Hammouchi 2005–present

Nota: En 2005 la DST fou reanomenada DGST.